# Kup Maršala Tita 1966-1967
La Kup Maršala Tita 1966-1967 fu la 20ª edizione della Coppa di Jugoslavia. 2335 squadre parteciparono alle qualificazioni (estate ed autunno 1966), 16 furono quelle che raggiunsero la coppa vera e propria, che si disputò dal 25 febbraio al 24 maggio 1967.
Il detentore era l'OFK Belgrado, che in questa edizione uscì agli ottavi di finale.
Il trofeo fu vinto dal Hajduk Spalato che sconfisse in finale il Sarajevo. Per gli spalatini fu il primo titolo in questa competizione.

Grazie al successo, l'Hajduk ottenne l'accesso alla Coppa delle Coppe 1967-1968.
Il finalista Sarajevo si consolò con la vittoria del campionato.
In questa edizione, la FSJ decise, dato che le due squadre coinvolte non erano di Belgrado, di far disputare la finale in casa di una delle due: il sorteggio sorrise al Hajduk. Fu l'unica edizione in cui la finale non fu disputata nella capitale.

## Qualificazioni
```
Questa una delle partite della coppa di 
Voivodina
:
[
7
]

Bačka B. Palanka - Proleter Zrenjanin   3-4
```

### Primo turno
| Squadra 1         | Risultato | Squadra 2           |                                                                 |
| ----------------- | --------- | ------------------- | --------------------------------------------------------------- |
| (3) Metalac Zadar | 1 – 9     | Hajduk Spalato (1)  | hajduk.hr                                                       |
| (3) Karlovac      | 2 – 3     | Dinamo Zagabria (1) | gnkdinamo.hr Archiviato l'8 settembre 2021 in Internet Archive. |

### Secondo turno
| Squadra 1           | Risultato | Squadra 2          |                                                                 |
| ------------------- | --------- | ------------------ | --------------------------------------------------------------- |
| (3) Dinara Knin     | 2 – 3     | Hajduk Spalato (1) | hajduk.hr                                                       |
| (1) Dinamo Zagabria | esentata  | Moslavina/Varteks  | gnkdinamo.hr Archiviato l'8 settembre 2021 in Internet Archive. |

### Sedicesimi di finale
| Squadra 1              | Risultato       | Squadra 2        |                                                                         |
| ---------------------- | --------------- | ---------------- | ----------------------------------------------------------------------- |
| (1) Hajduk Spalato     | 3 – 2           | Sebenico (2)     | hajduk.hr                                                               |
| (1) Dinamo Zagabria    | 2 – 0           | NK Zagabria (1)  | gnkdinamo.hr Archiviato l'8 settembre 2021 in Internet Archive.         |
| (1) Partizan           | 3 – 0           | Voždovački (2)   | partizanopedia.rs                                                       |
| (1) Proleter Zrenjanin | 2 – 2 (7-5 dtr) | Vojvodina (1)    | fkvojvodina.com                                                         |
| (1) Olimpia Lubiana    | 1 – 1 (?-? dtr) | Maribor (2)      | nkmaribor.com                                                           |
| (2) Sloboda Užice      | 1 – 2           | Stella Rossa (1) | redstarbelgrade.rs Archiviato il 10 settembre 2021 in Internet Archive. |

## Ottavi di finale
| Squadra 1              | Risultato             | Squadra 2             |
| ---------------------- | --------------------- | --------------------- |
| (1) Dinamo Zagabria    | 0 – 1                 | Sarajevo (1)          |
| (1) Hajduk Spalato     | 1 – 0                 | Borovo (2)            |
| (1) Rijeka             | 1 – 1 (dts) (4-5 dtr) | Stella Rossa (1)      |
| (1) OFK Belgrado       | 1 – 2                 | Vardar (1)            |
| (3) OFK Titograd       | 1 – 3                 | Željezničar (1)       |
| (1) Partizan           | 2 – 0                 | Maribor (2)           |
| (2) Proleter Zrenjanin | 2 – 1                 | Radnički Niš (1)      |
| (2) Radnički Belgrado  | 1 – 3                 | Napredak Kruševac (3) |

## Quarti di finale
| Squadra 1       | Risultato | Squadra 2              |
| --------------- | --------- | ---------------------- |
| (1) Partizan    | 2 – 1     | Proleter Zrenjanin (2) |
| (1) Sarajevo    | 2 – 0     | Napredak Kruševac (3)  |
| (1) Vardar      | 1 – 0     | Stella Rossa (1)       |
| (1) Željezničar | 0 – 1     | Hajduk Spalato (1)     |

## Semifinali
| Squadra 1          | Risultato             | Squadra 2    |
| ------------------ | --------------------- | ------------ |
| (1) Hajduk Spalato | 0 – 0 (dts) (4-2 dtr) | Vardar (1)   |
| (1) Sarajevo       | 1 – 0                 | Partizan (1) |

## Finale
| Arbitro: | Lado Jakše (Lubiana) |

|                       |           |             |
| Ferić 43’ Obradov 52’ | Marcatori | 74’ Musemić |

| Hajduk | Sarajevo |

|                |  |                    |  |
|                |  |                    |  |
| P              |  | Radomir Vukčević   |  |
| D              |  | Milutin Folić      |  |
| D              |  | Aleksandar Ristić  |  |
| D              |  | Dragomir Slišković |  |
| D              |  | Vinko Cuzzi        |  |
| C              |  | Miroslav Bošković  |  |
| C              |  | Ivan Hlevnjak      |  |
| C              |  | Petar Nadoveza     |  |
| A              |  | Miroslav Ferić     |  |
| A              |  | Zlatomir Obradov   |  |
| A              |  | Džemaludin Mušović |  |
| Allenatore:    |  |                    |  |
| Dušan Nenković |  |                    |  |

|                   |  |                  |  |
|                   |  |                  |  |
| P                 |  | Ibrahim Sirćo    |  |
| D                 |  | Mirsad Fazlagić  |  |
| D                 |  | Fuad Muzurović   |  |
| D                 |  | Sead Jesenković  |  |
| D                 |  | Milenko Bajić    |  |
| C                 |  | Fahrudin Prljača |  |
| C                 |  | Boško Prodanović |  |
| C                 |  | Sreten Šiljkut   |  |
| A                 |  | Vahidin Musemić  |  |
| A                 |  | Boško Antić      |  |
| A                 |  | Anton Mandić     |  |
| Allenatore:       |  |                  |  |
| Miroslav Brozović |  |                  |  |